# 亀山城 (紀伊国)
亀山城（かめやまじょう）は、現在の和歌山県御坊市湯川町丸山にあった日本の城（山城）。日高平野一帯を支配した国人領主・湯河氏（湯川氏）が拠点とした。

## 概要
日高平野を一望できる亀山の山頂に築かれた城で、標高122m、比高114mに位置する。亀山全体に曲輪が配置された大規模な城であり、亀山の主峰にある主郭の他、南東約250mの小峰とそこから東に200mの尾根先端部に出城があった。また主郭の周囲には階段状に並ぶ小規模な曲輪が多数存在した。
亀山城は、道湯川（和歌山県田辺市）から日高地方に進出した湯河氏3代当主・弥太郎光春により築かれたとされ、築城時期は正平3年/貞和4年（1348年）頃と推測されている。亀山城の南東約500mには、天文18年（1549年）頃建てられたとされる湯河氏の居館・小松原土居（小松原館）が位置していた。
天正13年（1585年）3月、羽柴秀吉による紀州攻めへの抵抗を決めた湯河氏当主の直春は、羽柴軍が亀山城に迫ると自ら城を焼き、熊野に落ちていったという。4月には秀吉が「小松原城」（亀山城）を普請したことを示す書状があるが（『武徳編年集成』）、詳細は不明。
2016年（平成28年）3月、城跡が和歌山県指定史跡に指定された。